# غريس ماي نورث
غريس ماي نورث (بالإنجليزية: Grace May North)‏ (1 فبراير 1876 - 23 يوليو 1960)؛ كاتِبة مُتخصِّصة في أدب الأطفال، صحفية وروائية أمريكية.